# Quasipaa
Genre
Synonymes
- Eripaa Dubois, 1992
- Annandia Dubois, 1992
- Yerana Jiang, Chen & Wang, 2006

Quasipaa est un genre d'amphibiens de la famille des Dicroglossidae.

## Répartition
Les 11 espèces de ce genre se rencontrent dans le sud de la Chine et en Indochine.

## Liste des espèces
Selon Amphibian Species of the World (11 juin 2017) :
- Quasipaa acanthophora Dubois & Ohler, 2009
- Quasipaa boulengeri (Günther, 1889)
- Quasipaa courtoisi (Angel, 1922)
- Quasipaa delacouri (Angel, 1928)
- Quasipaa exilispinosa (Liu & Hu, 1975)
- Quasipaa fasciculispina (Inger, 1970)
- Quasipaa jiulongensis (Huang & Liu, 1985)
- Quasipaa shini (Ahl, 1930)
- Quasipaa spinosa (David, 1875)
- Quasipaa verrucospinosa (Bourret, 1937)
- Quasipaa yei (Chen, Qu, & Jiang, 2002)

## Publication originale
- Dubois, 1992 : Notes sur la classification des Ranidae (Amphibiens anoures). Bulletin Mensuel de la Société Linnéenne de Lyon, vol. 61, p. 305-352.